# Kandidátní listina
Kandidátní listina, krátce kandidátka, je uspořádaný seznam kandidátů pro volby v poměrném volebním systému. Volič si zde nevybírá mezi jednotlivými kandidáty, nýbrž mezi politickými stranami (hnutími, sdruženími), které soutěží o mandáty v zastupitelském sboru.

## Uplatnění v praxi
V poměrném volebním systému je každému volebnímu obvodu přidělen předem stanovený počet (nejméně dva) mandáty. Tento počet, určený obvykle podle počtu voličů v daném obvodu, se pak rozdělí mezi jednotlivé kandidátky v poměru získaných hlasů. Na kandidátní listině je obvykle tolik jmen, kolik by odpovídalo zisku 100 % hlasů. Z kandidátky, jež získala 50 % hlasů, bude zvolena první polovina osob. Umístění na kandidátce je tedy velmi důležité: Zatímco první nebo vedoucí kandidát má vysokou výchozí pravděpodobnost zvolení (největší ze všech na dané kandidátce), kandidáti na posledních místech mají pravděpodobnost zvolení mizivou. Proto se často hovoří o nevolitelném místě v pořadí.

## Kroužkování v hlasovacím lístku
Kandidátky sestavují orgány politických stran a hnutí a prosazují tak své preference v tom, kdo je má v parlamentu zastupovat. Aby se tento málo demokratický prvek omezil, doplňuje se poměrný volební systém často nějakým systémem preferenčních hlasů, jimiž mohou voliči pořadí na kandidátce ovlivnit. V Česku se ve volbách používá tzv. kroužkování jednotlivých kandidátů na hlasovacím lístku: Kandidát, který získal jisté procento těchto preferenčních hlasů, postupuje na vyšší nebo první místo kandidátky (tzv. „kumulování“).
Pro volby do Poslanecké sněmovny ČR platí, že pokud kandidátovi určité strany nebo hnutí, která celkově překročila hranici 5 % hlasů, dalo nejméně 5 % voličů této strany v daném volebním obvodě preferenční hlas, postupuje na první místo dané kandidátky. Je-li takových kandidátů víc, řadí se podle počtu preferenčních hlasů. V komunálních volbách má volič dokonce možnost dát své hlasy až tolika kandidátům, kolik se jich do zastupitelstva volí, a to bez ohledu na volební stranu, tedy například z každé strany jednoho (tzv. „panašování“).
Efekt intenzivního kroužkování se projevil v českých sněmovních volbách 2021 u koalice Piráti a Starostové. Dle koaliční smlouvy Piráti obsadili 2/3 čelních míst kandidátek svými nominanty a uhradili zhruba dvakrát vyšší náklady na kampaň než STAN. Obsazení ve zbytku kandidátek mělo zipový charakter, jedna ku jedné. Voliči však preferenčními hlasy posunuli do čela kandidátek nominanty hnutí STAN, které získalo 33 poslanců, zatímco Piráti pouze 4 poslance.